# Laguna Chaplín
La laguna Chaplín es una laguna amazónica de agua dulce en Bolivia, ubicada en el centro-oeste del Parque Nacional Noel Kempff Mercado cerca del río Tarvo. Administrativamente se encuentra en el municipio de San Ignacio de Velasco de la provincia Velasco en el norte del departamento de Santa Cruz. Tiene 7 km de longitud y 6 km de anchura, y una superficie de 13 km².